# Argina astrea
Argina astrea là một loài bướm đêm thuộc phân họ Arctiinae, họ Erebidae. Nó được tìm thấy ở miền đông Châu Phi, Nam Á và Indo-Australia, bao gồm các đảo Thái Bình Dương và Úc.
Sải cánh dài khoảng 40 mm. 
Ấu trùng ăn các loài Crotalaria.

## Phụ loài
- Argina astrea astrea (Trung Quốc (Vân Nam, Hồng Kông, Chiết Giang, Quảng Đông), Đài Loan, Bangladesh, Ấn Độ, Sri Lanka, Nepal, Myanma, Philippines, Japan (Ryukyu), Đông Dương, Indonesia, New Guinea, Úc, châu Đại Dương, miền đông châu Phi, Ghana, Madagascar, Seyschelles)
- Argina astrea pardalina (miền đông Africa, Madagascar)

## Hình ảnh

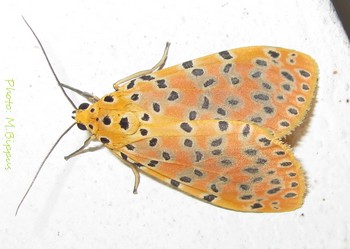
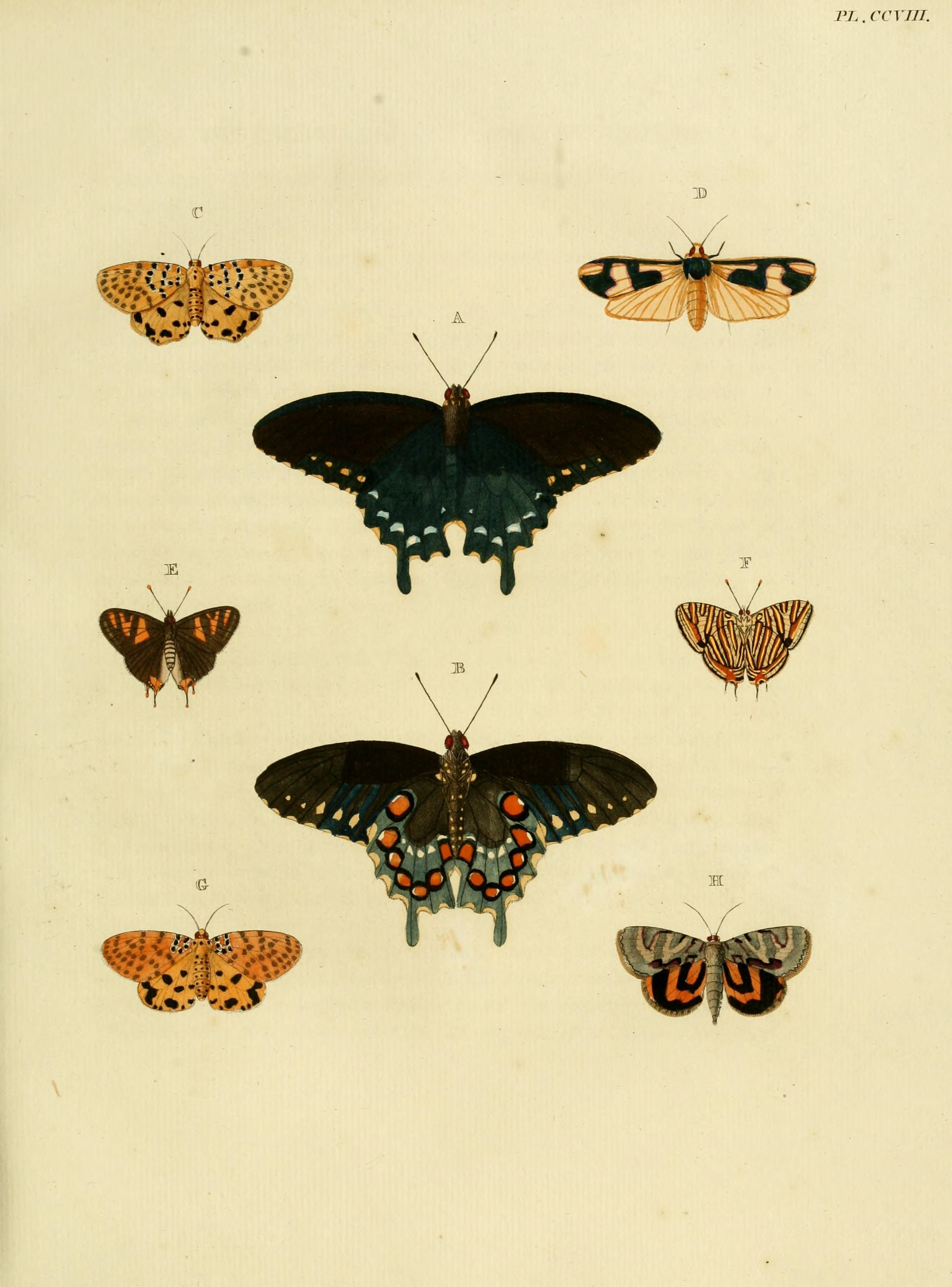